# Municipio de Ñuu Savi
El municipio de Ñuu Savi (del idioma mixteco: Ñuu, Savi ‘pueblo, lluvia’‘pueblo de la lluvia’) es uno de los 85 municipios que integran al estado mexicano de Guerrero. Fue constituido el 31 de agosto de 2021 por la LXII Legislatura del Congreso del Estado de Guerrero a partir de 37 localidades del municipio de Ayutla de los Libres. Su cabecera es la localidad de Coapinola.

## Historia
El 13 de julio de 2021 el Congreso del Estado de Guerrero aceptó la iniciativa enviada por el gobernador Héctor Astudillo Flores para la creación de cuatro nuevos municipios en el estado. Para validar la creación del municipio de Ñuu Savi se realizó una encuesta de opinión entre los habitantes de su territorio el 15 y 16 de agosto con el apoyo de la Facultad de Matemáticas de la Universidad Autónoma de Guerrero. Posteriormente, el 31 de agosto, el Congreso del estado aprobó formalmente la creación del municipio, escindiendo 37 localidades del municipio de Ayutla de los Libres.

## Demografía

### Localidades
En el censo de 2020 el municipio de Ñuu Savi contaba con 42 localidades.
| Código INEGI      | Localidad         | Población (2020) |
| ----------------- | ----------------- | ---------------- |
| 120830002         | Ahuacachahue      | 1 505            |
| 120830024         | La Concordia      | 1 125            |
| 120830001         | Coapinola         | 387              |
| Otras localidades | Otras localidades | 8 126            |
| Total municipal   | Total municipal   | 11 143           |